# Артман, Ханс Карл
Ханс Карл Артман, часто Х. К. Артман, а также Иб Хансен (нем. Hans Carl Artmann; 12 июня 1921, Вена, Австрия — 4 декабря 2000, там же) — австрийский поэт, прозаик, драматург, переводчик, крупнейшая фигура немецкоязычной экспериментальной литературы.

## Биография
Сын башмачника. Участвовал во Второй мировой войне, был тяжело ранен. Дебютировал в 1947 году, печатался в газетах, писал для радио. В 1951 году основал Венскую школу авангардной поэзии. С 1954 года много путешествовал, был в Голландии, Бельгии, Франции, Испании, в 1961—1965 годах жил в Швеции, затем в Берлине и Зальцбурге. В 1973 году учредил Анти-ПЕН клуб и Грацское авторское сообщество — крупнейшую ассоциацию австрийских писателей наряду с австрийским ПЕН-клубом, стал его первым президентом.

## Творчество
Писал в основном на венском диалекте, а также на немецком языке, соединяя образы фольклора и детской поэзии с поэтикой футуризма и сюрреализма, подчеркнутым смысловым абсурдизмом и безудержным словесным экспериментаторством. Переводил с нескольких языков, в том числе сочинения Вийона, С. Тернера, Кальдерона, Кеведо, Лопе де Вега, Тирсо де Молина, Мольера, Гольдони, Бомарше, Мариво, Лабиша, Фейдо, Жарри, Хольберга, Стриндберга, Эдварда Лира, Лавкрафта и других. Выступал как киносценарист и либреттист (сотрудничал с ХК Грубером и др.). Автор книг для детей, перевёл один из томов «Приключений Астерикса».

## Избранные произведения
- 1954: Der Knabe mit dem Brokat, либретто камерной оперы
- 1958: med ana schwoazzn dintn. gedichta r aus bradnsee
- 1959: hosn rosn baa (в соавторстве с Герхадом Рюмом и Фридрихом Ахляйтнером)
- 1959: Von denen Husaren und anderen Seil-Tänzern
- 1959: das suchen nach dem gestrigen tag oder schnee auf einem heißen brotwecken
- 1966: verbarium
- 1967: Grünverschlossene Botschaft
- 1968: Frankenstein in Sussex, Fleiß und Industrie
- 1968: Baladn (по Франсуа Вийону)
- 1969: Mein Erbteil von Vater und Mutter
- 1969: Die Anfangsbuchstaben der Flagge
- 1969: ein lilienweißer brief aus lincolnshire. gedichte aus 21 jahren
- 1970: The Best of H.C. Artmann
- 1970: Grammatik der Rosen. Gesammelte Prosa
- 1971: How much, Schatzi?
- 1972: Der aeronautische Sindtbart oder Seltsame Luftreise von Niedercalifornien nach Crain
- 1972: Das im Walde verlorene Totem
- 1974: Unter der Bedeckung eines Hutes
- 1975: Aus meiner Botanisiertrommel
- 1978: Nachrichten aus Nord und Süd
- 1982: Die Sonne war ein grünes Ei
- 1984: Nachtwindsucher — Einundsechzig österreichische Haiku
- 1993: Der Schlüssel zum Paradies: Religiöse Dichtung der Kelten
- 1993: Das poetische Werk
- 2001: Ich bin Abenteurer und nicht Dichter: Aus Gesprächen mit Kurt Hofmann
- 2003: Sämtliche Gedichte
- 2005: Derr Herr Norrrdwind, опера для детей, музыка ХК Грубера

## Признание
Лауреат Большой государственной премии Австрии (1974), Литературной премии Вены (1977), Зальцбурга (1991) и земли Штирия (1999), премий Грильпарцера (1992) и Георга Бюхнера (1997), почетный доктор Зальцбургского университета (1991).
С 2004 года в Вене присуждается премия Х. К. Артмана.

## Артман на русском языке
Стихотворения / Пер. с нем. Е. Мнацакановой // Netzkowa (Mnatsakanjan) E. Aus der österreichischen Lyrik: Ausgewählte Übersetzungen = Из австрийской лирики: Избранные переводы. Wien, 1994. C. 55—81.